# Кубок Андорры по футболу 1996
Кубок Андорры 1996 (кат. Copa d'Andorra 1996) — первый розыгрыш Кубка Андорры по футболу, после принятия в 1996 году Футбольной федерации Андорры в УЕФА. Победителем турнира стал клуб «Принсипат», выигравший в финале клуб «Санта-Колома» со счётом (2:0).

## Финал
| 1996      | \| Принсипат \| (2:0) \| Санта-Колома \| | неизвестно   |
| Принсипат | (2:0)                                    | Санта-Колома |

| Победитель Кубка Андорры 1996 |
| ----------------------------- |
| Принсипат Первый титул        |